# 花莛
花莛，亦作花莛儿、花葶，是从地表或其他基质表面抽出的花序梗或总花梗，一般长在地下茎（如根茎、块茎、鳞茎、球茎等）或极短的地上茎上。花莛无叶，苞片缺失、稀少或集中于花序轴、花序托或花托下面。
葱属植物的花莛常作蔬菜食用，如蒜薹、香莛。

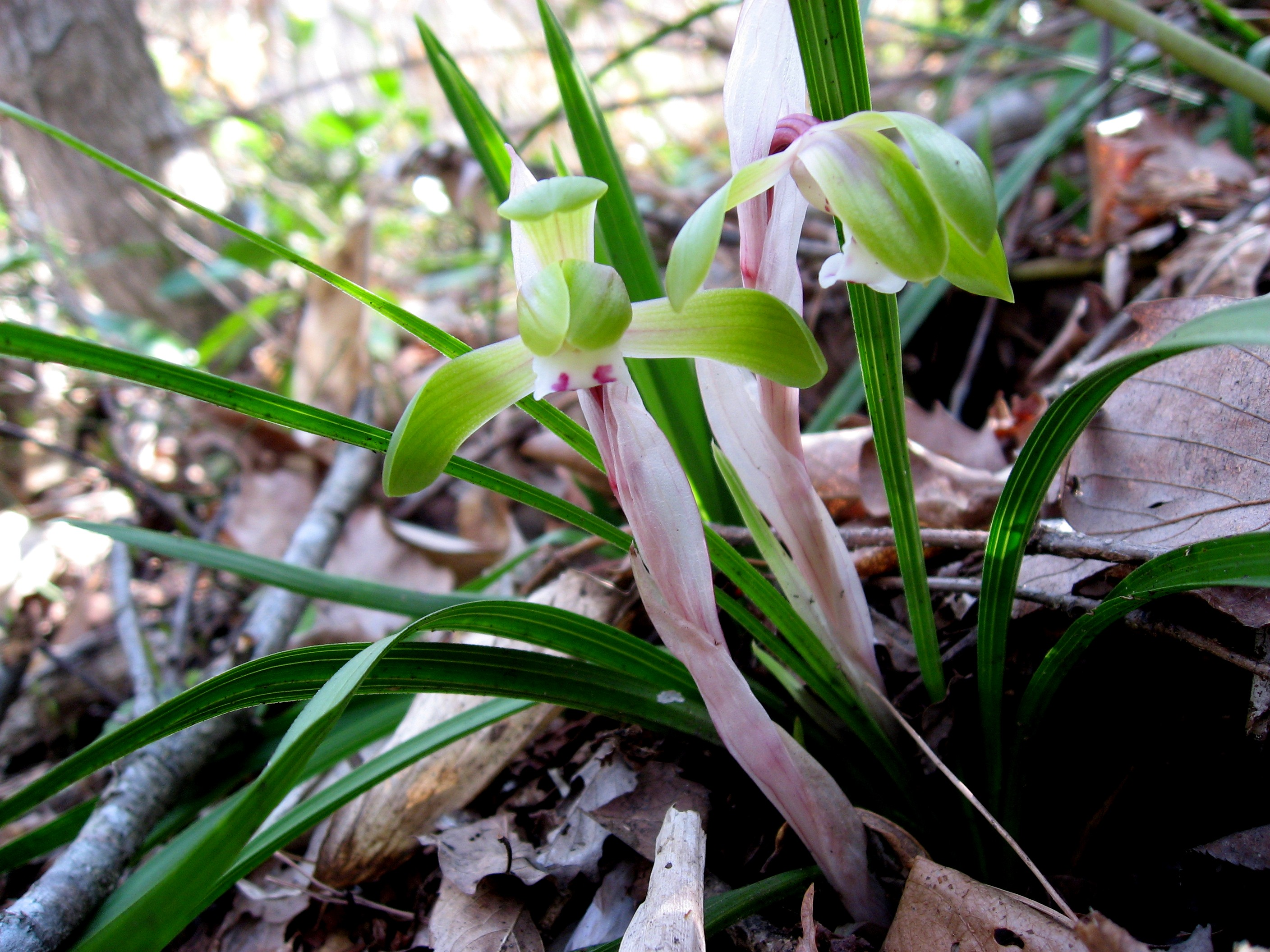
春兰单生花的总花梗为花莛。
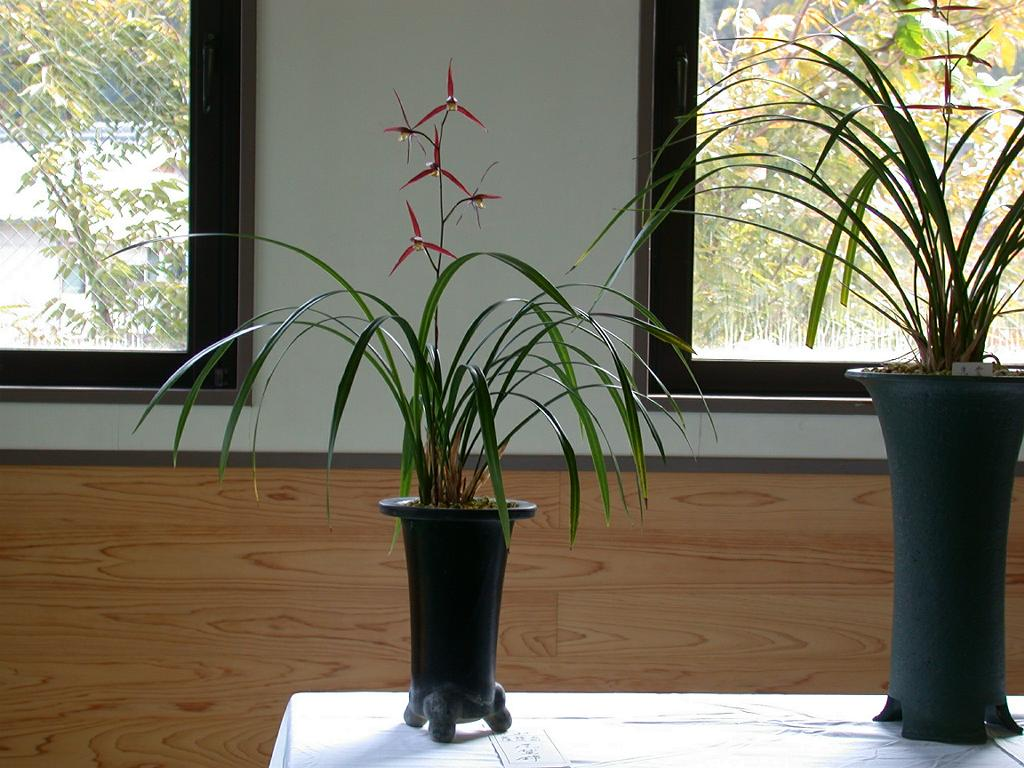
寒兰总状花序的花序梗为花莛。
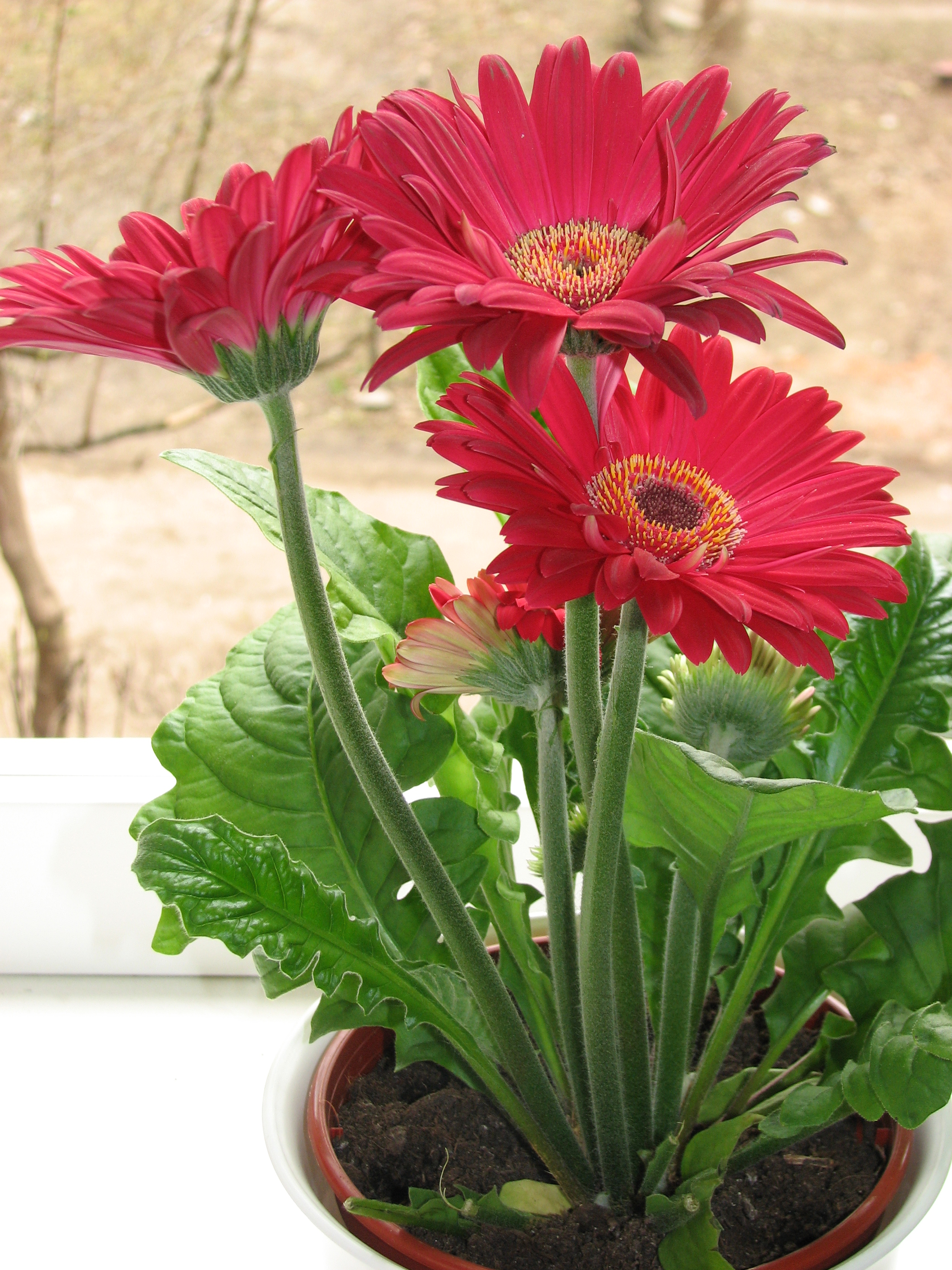
非洲菊头状花序的花序梗为花莛。
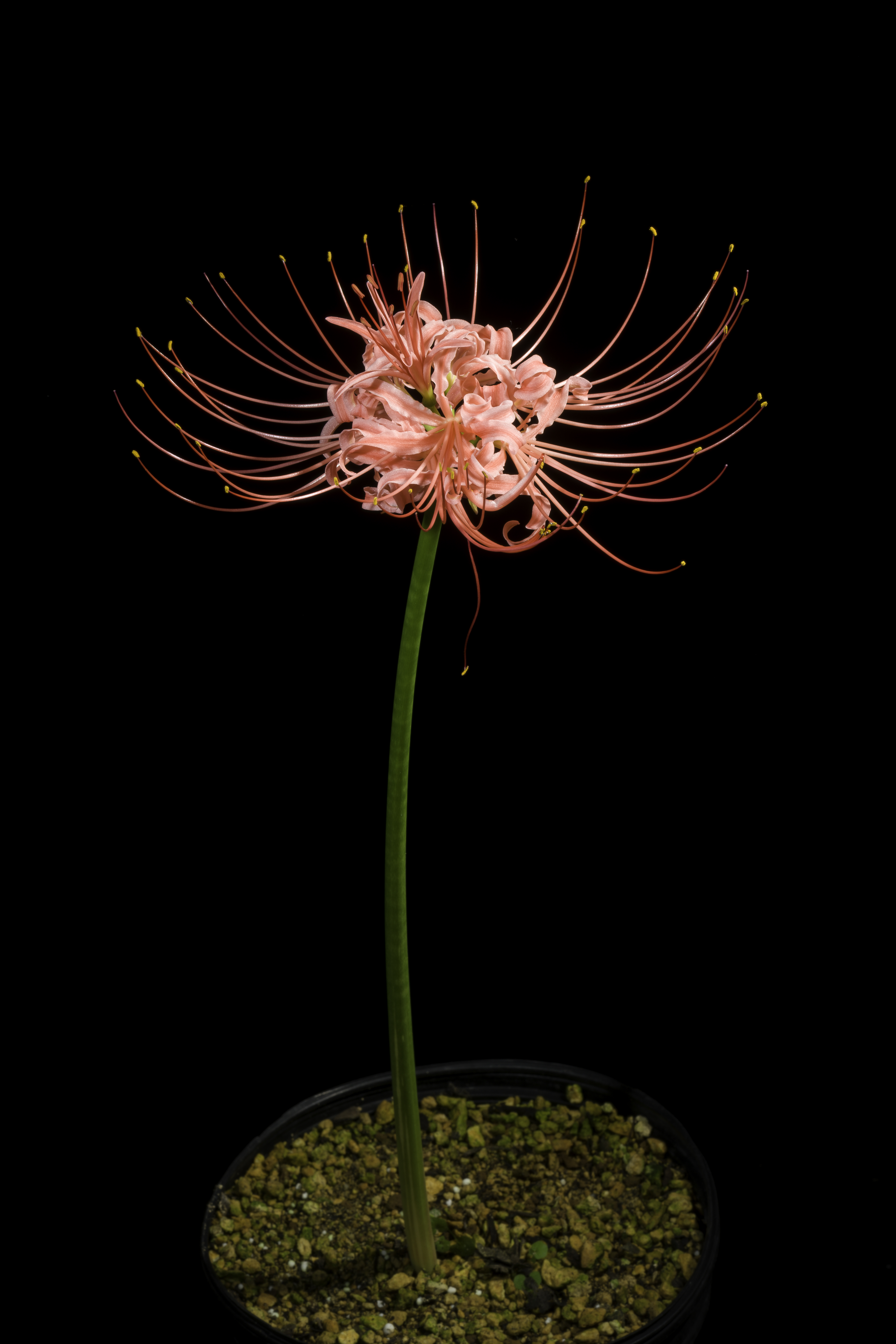
石蒜伞形花序的花序梗为花莛。
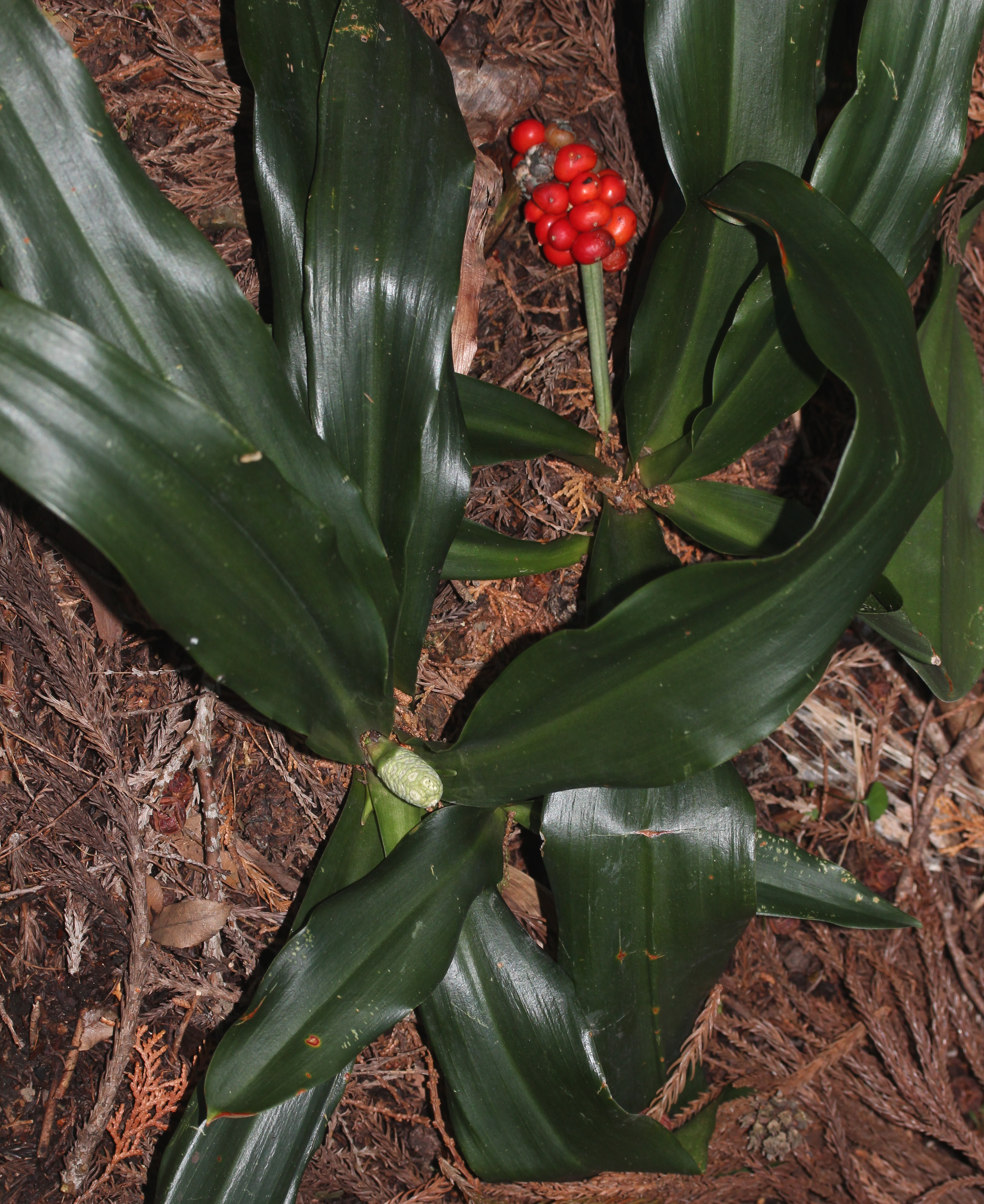
万年青穗状花序的花序梗为花莛。
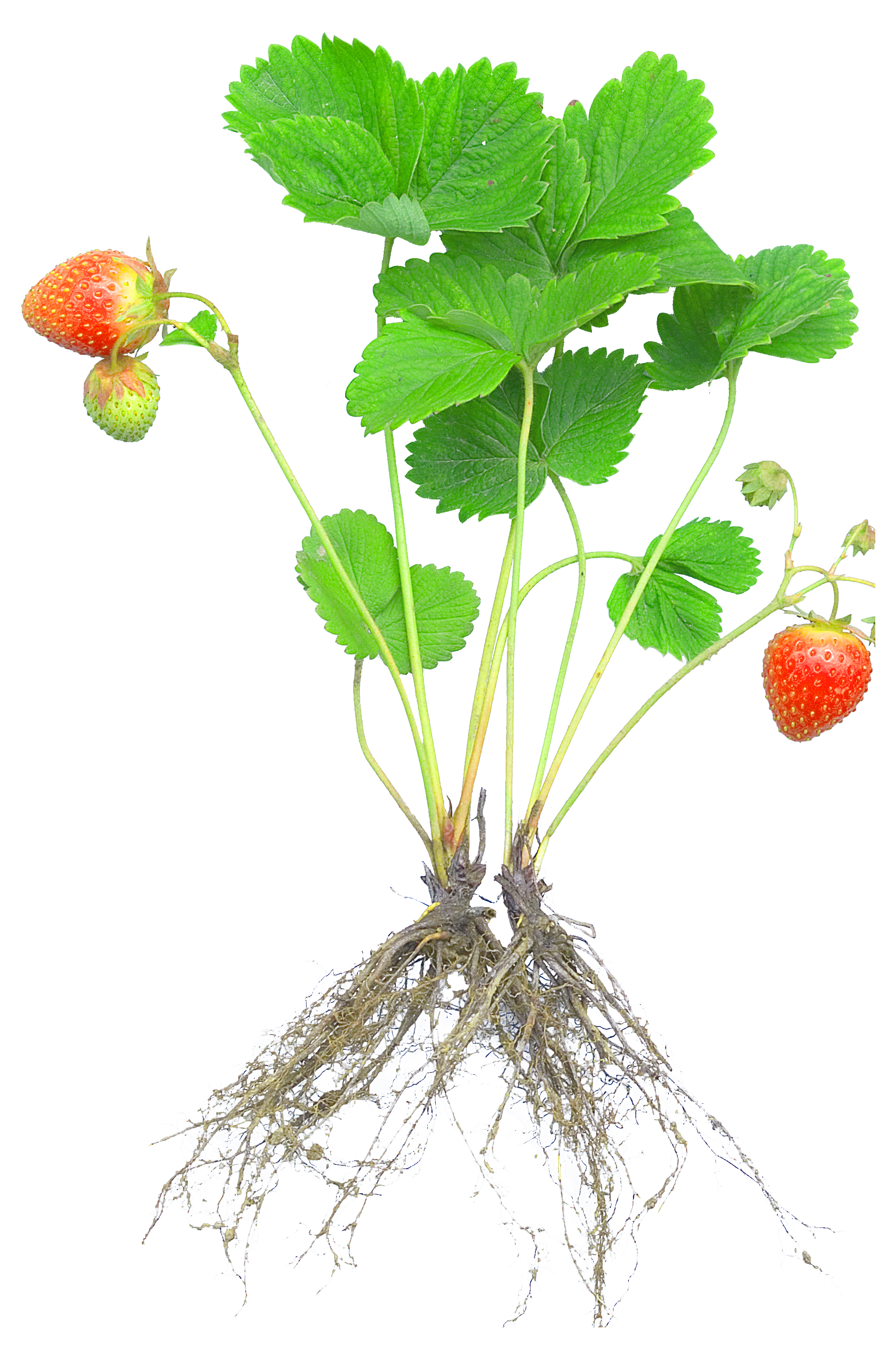
草莓聚伞花序的花序梗为花莛。
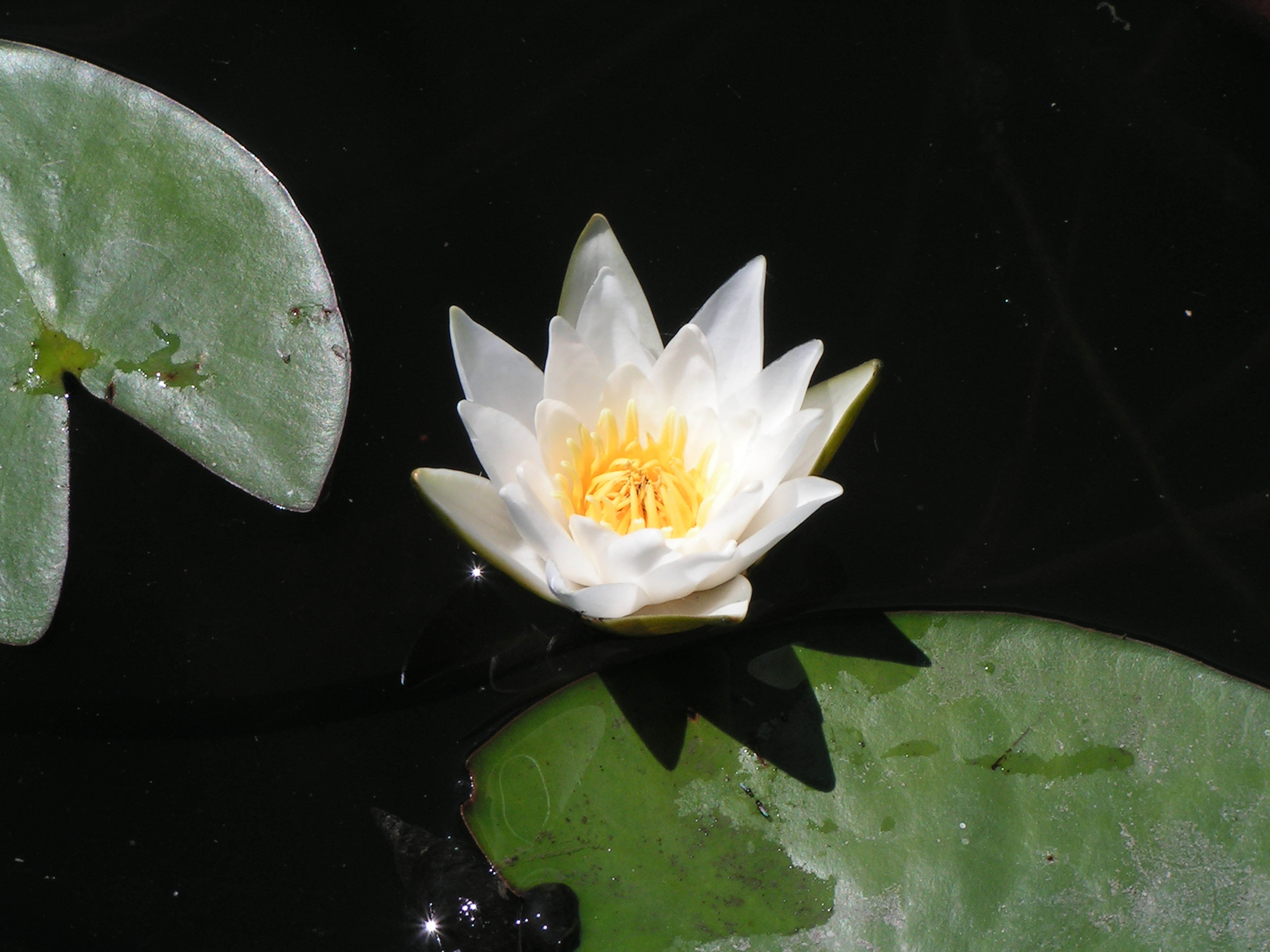
睡莲的花莛从淤泥中抽出，大部分没入水中。
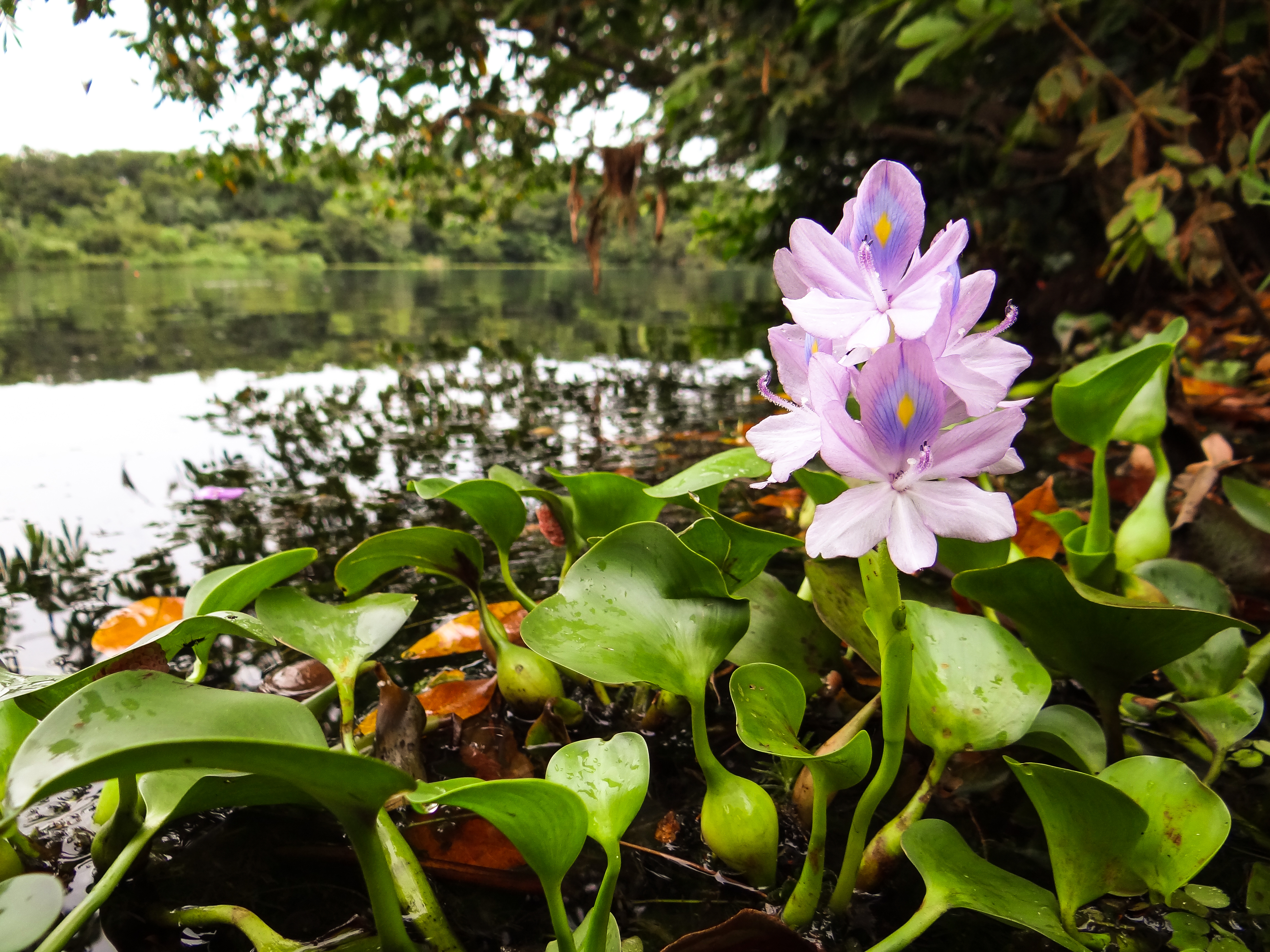
凤眼蓝作为漂浮性水生植物，花莛直接从水面抽出。
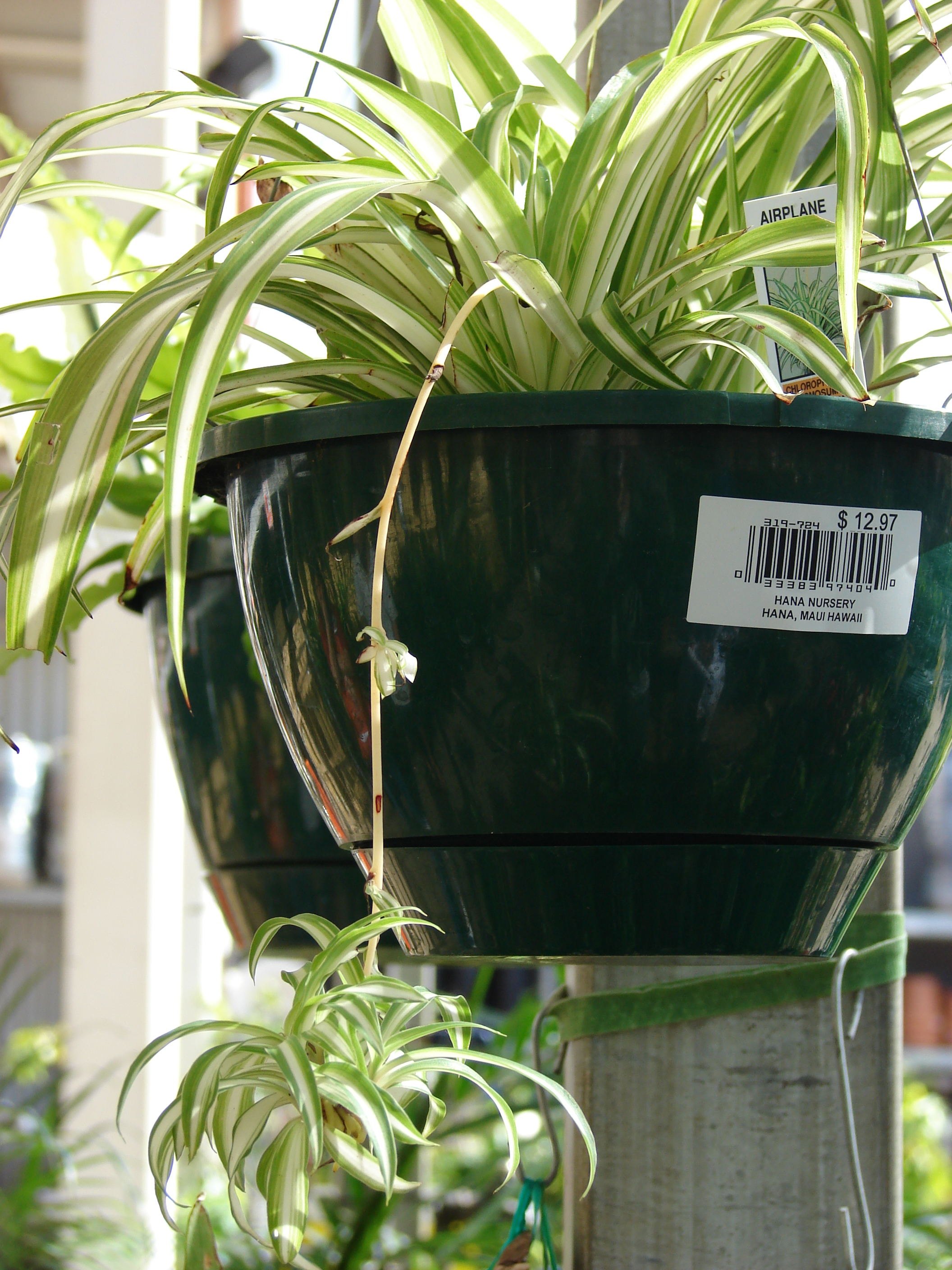
吊兰的花莛呈匍匐枝状。
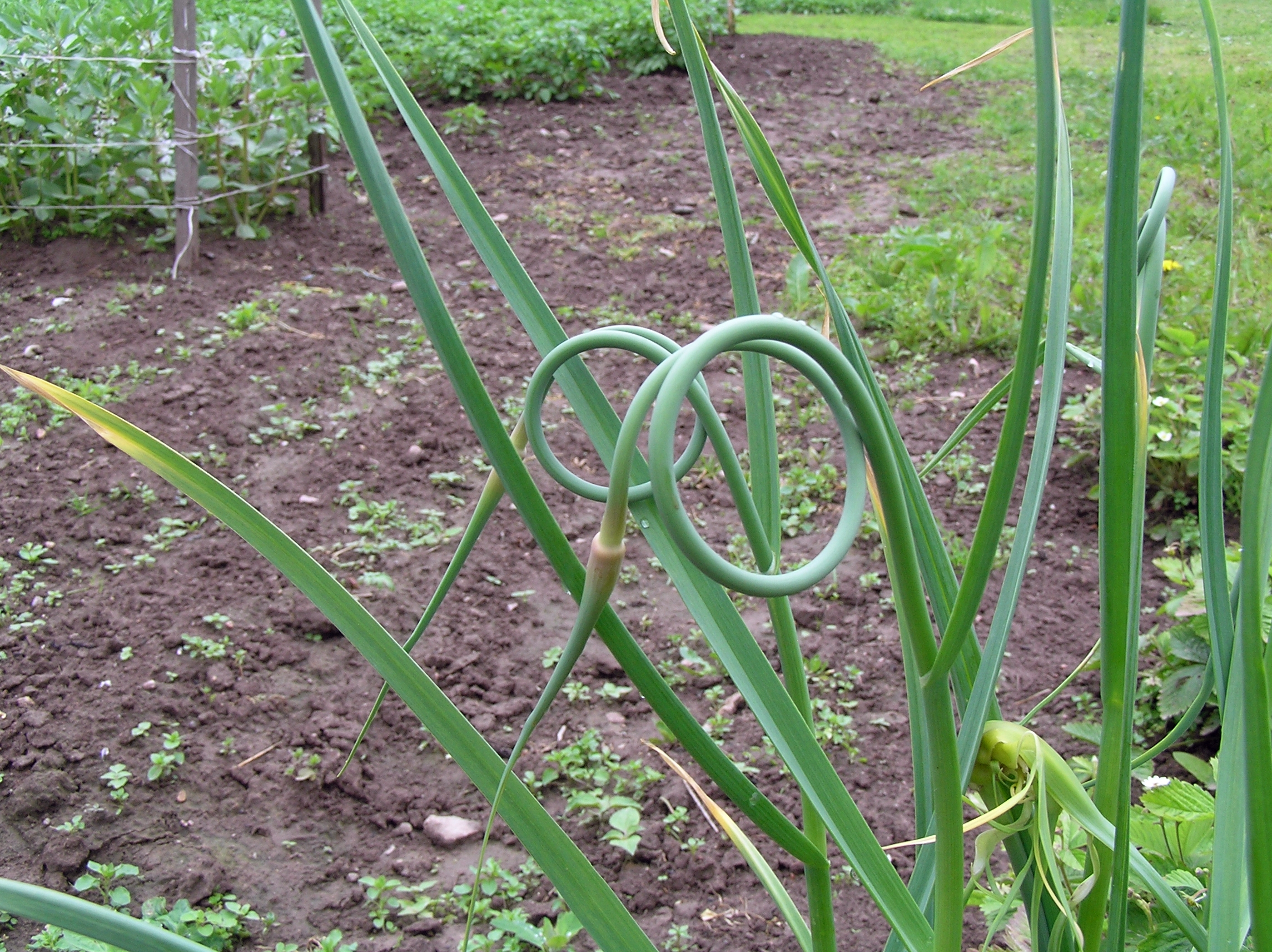
蒜的花莛即蒜薹。蒜薹看似有叶，但那些蒜叶其实是叶鞘延长将蒜薹包住的基生叶，并非真的长在蒜薹上。

## 辨析
“莛”（有时亦作“葶”）常指某些草本植物的花序梗或花莖，但未必是花莛。比如莛子藨的“莛”就不是花莛，麦莛、稻莛也不是花莛。
某些植物（如秋水仙、番红花）看似有花莛，但它们从地表抽出的其实是延长的花管，而非花莛。

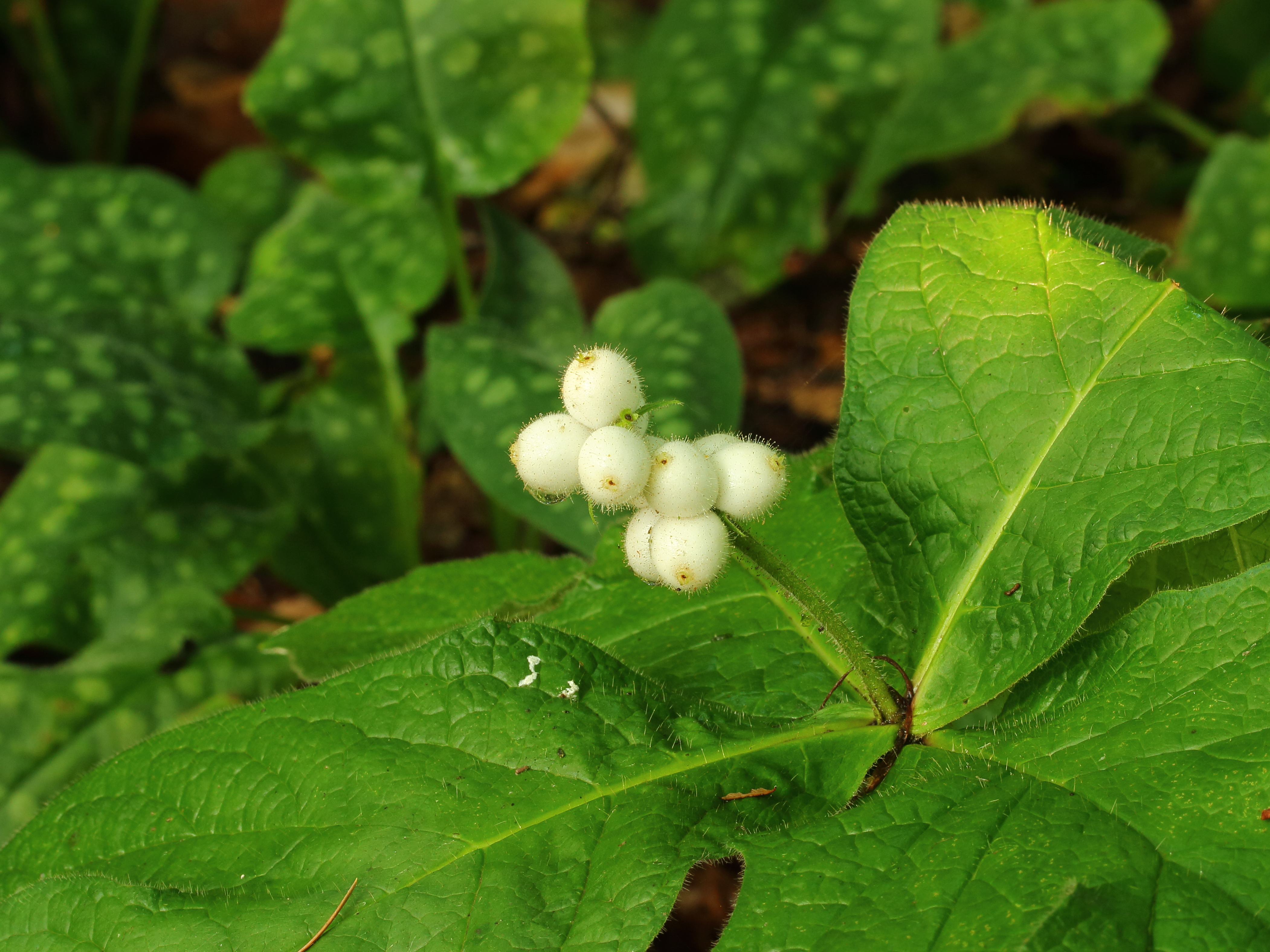
莛子藨的“莛”不是花莛。
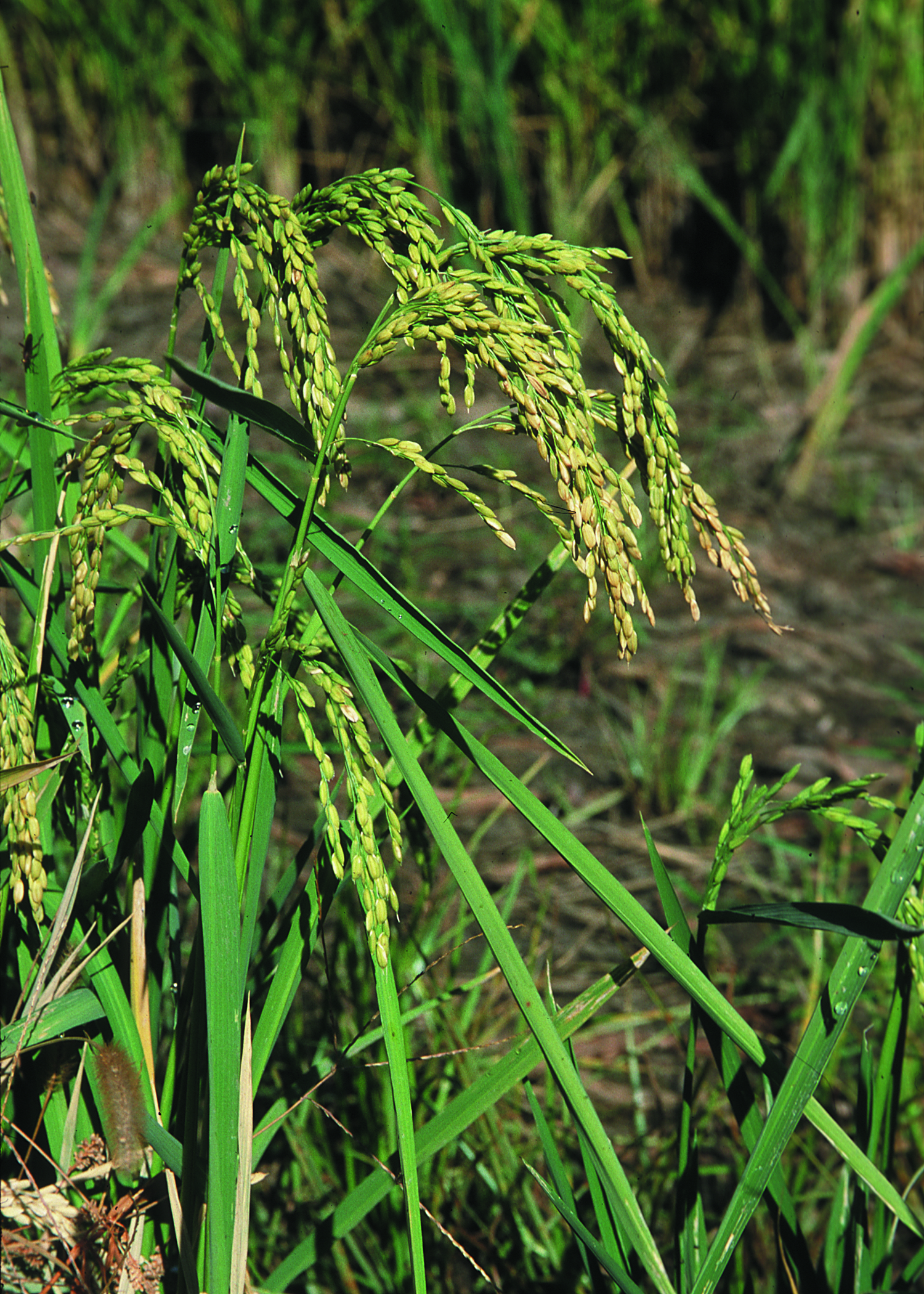
稻莛不是花莛。
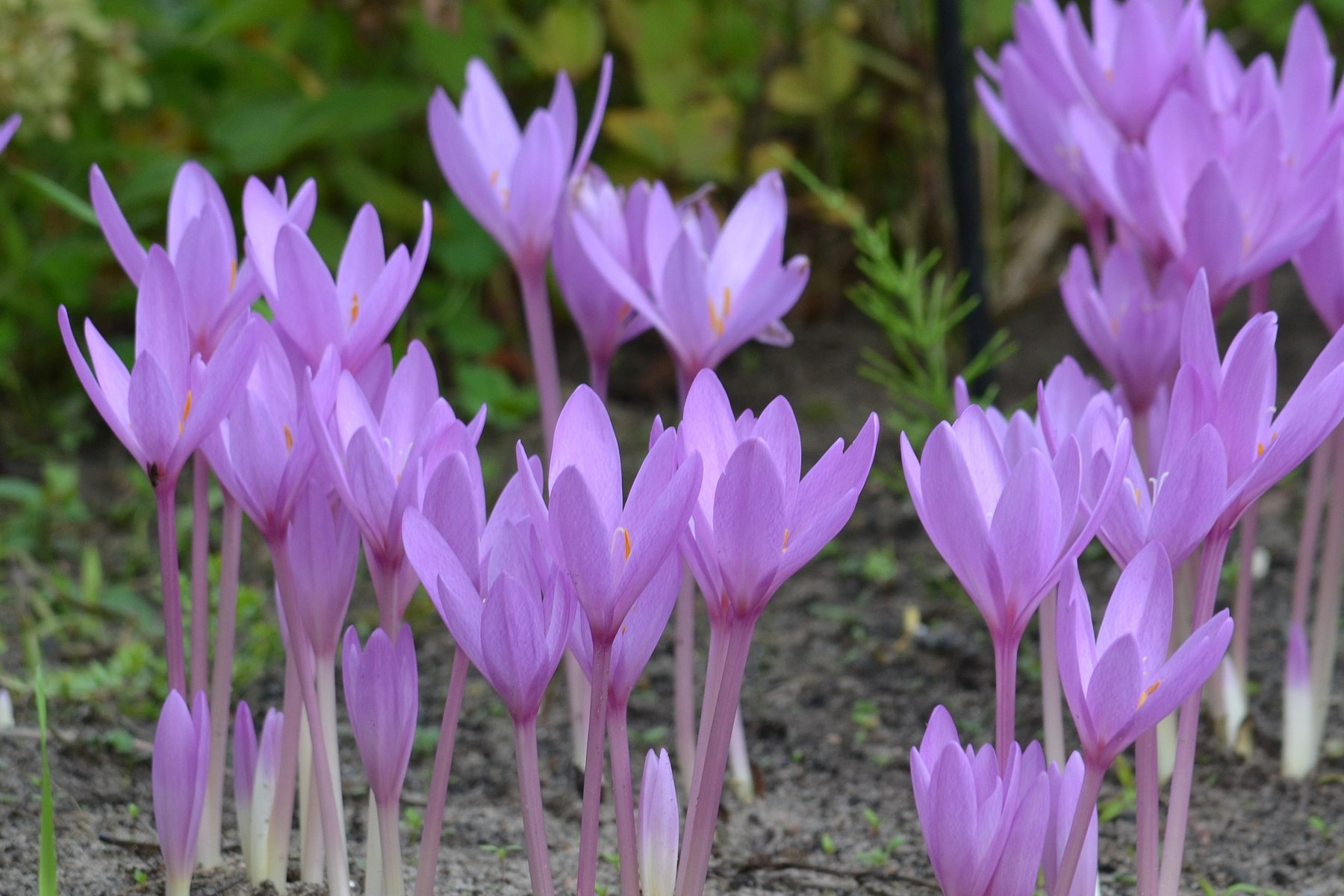
秋水仙从地表抽出的不是花莛，而是延长的花被管。其总花梗很短，位于地下。